# Mestore (figlio di Perseo)
Nella mitologia greca, Mestore (in greco antico Μήστωρ Mḕstōr), è uno dei figli di Perseo e Andromeda. È anche il padre di Ippotoe, che aveva avuto da Lisidice, figlia di Pelope.